# Freweyni Hailu
Freweyni Hailu Gebreezibeher, född 12 februari 2001, är en etiopisk friidrottare som tävlar i medeldistanslöpning. Hon tog silver på 800 meter vid inomhus-VM 2022 i Belgrad och guld på 1 500 meter vid inomhus-VM 2024 i Glasgow.

## Karriär
Hailu tog brons på 800 meter vid etiopiska juniormästerskapen i maj 2018. Under året gjorde hon även sina första internationella tävlingar och tävlade i juli 2018 vid junior-VM i Tammerfors, där hon slutade på 5:e plats på 800 meter med tiden 2.02,80. I april 2019 tävlade Hailu vid afrikanska juniormästerskapen i Abidjan och slutade fyra på 800 meter. Följande månad tog hon brons på 800 meter vid etiopiska mästerskapen. I juni 2019 förbättrade Hailu sitt personbästa till 2.00,95 och kvalificerade sig för de allafrikanska spelen i Rabat. I augusti samma år vid allafrikanska spelen slutade hon femma i sitt heat på 800 meter, men kvalificerade sig inte för finalen.
I april 2021 tog Hailu brons på 1 500 meter vid etiopiska mästerskapen. I juni 2021 vid de etiopiska OS-uttagningarna i Hengelo slutade hon på första plats på 1 500 meter med ett världsårsbästa på 3.57,33. Hailu blev därefter uttagen i Etiopiens trupp till OS i Tokyo, där hon tillsammans med Lemlem Hailu och Diribe Welteji skulle representera landet på 1 500 meter. I juli 2021 förbättrade hon även sitt personbästa på 1 500 meter till 3.56,28 vid Herculis i Monaco. I augusti 2021 vid OS missade Hailu en pallplats och slutade på fjärde plats med en tid på 3.57,60 efter att ha slutat bakom medaljörerna Faith Kipyegon, Laura Muir och Sifan Hassan.
I mars 2022 vid inomhus-VM i Belgrad tog Hailu silver på 800 meter med en tid på 2.00,54 och blev endast besegrad av Ajeé Wilson. Hon satte då ett nytt personbästa inomhus på 800 meter och blev samtidigt den första etiopiska kvinnan genom tiderna att ta en medalj i distansen vid inomhus-VM.

## Tävlingar

### Internationella
| År                    | Tävling                       | Plats                 | Placering             | Gren                  | Tid                   |
| Tävlande för Etiopien | Tävlande för Etiopien         | Tävlande för Etiopien | Tävlande för Etiopien | Tävlande för Etiopien | Tävlande för Etiopien |
| --------------------- | ----------------------------- | --------------------- | --------------------- | --------------------- | --------------------- |
| 2018                  | Juniorvärldsmästerskapen      | Tammerfors            | 5:e                   | 800 meter             | 2.02,80               |
| 2019                  | Afrikanska juniormästerskapen | Abidjan               | 4:e                   | 800 meter             | 2.06,98               |
| 2019                  | Allafrikanska spelen          | Rabat                 | 11:e (h)              | 800 meter             | 2.06,98               |
| 2021                  | Olympiska sommarspelen        | Tokyo                 | 4:e                   | 1 500 meter           | 3.57,60               |
| 2022                  | Inomhusvärldsmästerskapen     | Belgrad               | 2:a                   | 800 meter             | 2.00,54               |
| 2023                  | Världsmästerskapen            | Budapest              | 7:e                   | 5 000 meter           | 14.58,31              |
| 2024                  | Inomhusvärldsmästerskapen     | Glasgow               | 1:a                   | 1 500 meter           | 4.01,46               |
| 2025                  | Inomhusvärldsmästerskapen     | Nanjing               | 1:a                   | 3 000 meter           | 8.37,21               |

### Nationella
- Etiopiska friidrottsmästerskapen:
  - 2019:  Brons – 800 meter (2.03,20, Addis Abeba)[1]
  - 2021:  Brons – 1 500 meter (4.07,90, Addis Abeba)[1]

## Personliga rekord
| Utomhus - 800 meter – 1.57,57 (Chorzów, 20 juni 2021) - 1 500 meter – 3.56,28 (Monaco, 9 juli 2021) - 2 000 meter – 5.25,86 (Zagreb, 14 september 2021) 0NR0 | Inomhus - 800 meter – 2.00,54 (Belgrad, 20 mars 2022) - 1 000 meter – 2.40,86 (Liévin, 10 februari 2019) - 1 500 meter – 3.55,28 (Toruń, 6 februari 2024) |